# Kabinett Préval/Pierre-Louis

Wappen von Haiti

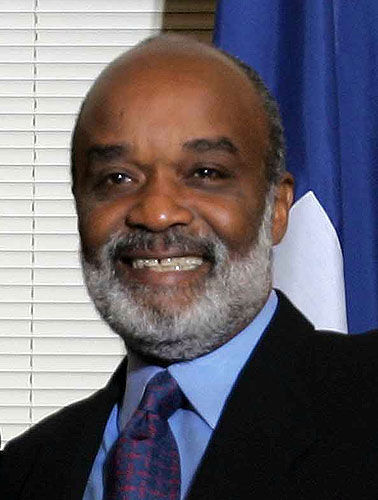
Präsident René Préval.

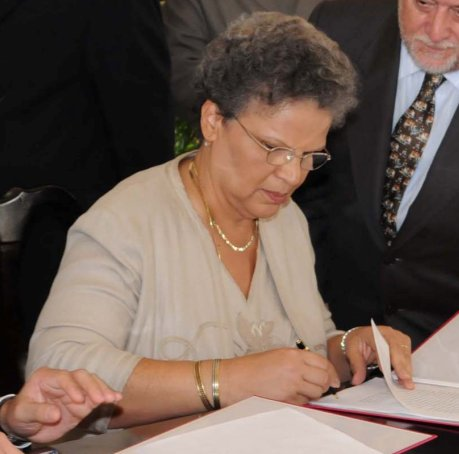
Premierministerin Michèle Pierre-Louis.

Das Kabinett Préval/Pierre-Louis war die Regierung von Haiti vom 6. September 2008 bis zum 29. Oktober 2009. Das Kabinett von Präsident René Préval und Premierministerin Michèle Pierre-Louis löste das Kabinett Préval/Alexis II ab und wurde durch das Kabinett Préval/Bellerive abgelöst.

## Geschichte
An die Stelle von Jacques-Édouard Alexis, dessen Regierung am 12. April 2008 vom Senat der Republik gerügt worden war, trat Michèle Pierre-Louis, die dritte Wahl von René Préval, nachdem die ersten beiden vom Parlament in der ersten Phase der Ratifizierung entlassen wurden. Die Hälfte des Kabinetts ihres Vorgängers hatte sie beibehalten und wurde nach Claudette Werleigh die zweite Frau, die die Regierung des Landes leitete. Während des Ratifizierungsprozesses durch die beiden Kammern wurden Michèle Pierre-Louis viele Fragen gestellt und Gerüchte über ihre sexuelle Orientierung waren während des Ratifizierungsprozesses im Senat Gegenstand von Debatten. Ihr Kabinett bestand aus 18 Ministern und fünf Staatssekretären, von denen nur drei Frauen waren. Michèle Pierre-Louis wurde auf Antrag von Senatoren der Regierungspartei von Préval Lespwa vom Senat gerügt und am 29. Oktober 2009 entlassen. Sie wurde beschuldigt, sich nicht für die Verbesserung der sozioökonomischen Bedingungen der haitianischen Bevölkerung eingesetzt zu haben. Viele Politiker stellten die offiziellen Gründe für ihre Entlassung in Frage.

## Kabinettsmitglieder

### Präsident, Premierminister und Minister
| Amt | Amtsinhaber                                               |
| --- | --------------------------------------------------------- |
| Präsident (Président de la République) | René Préval                                               |
| Premierminister (Premier Ministre) | Michèle Duvivier Pierre-Louis                             |
| Minister für Auswärtige Angelegenheiten und Kulte (Affaires Etrangères et des Cultes)                                                                                        | Alrich Nicolas                                            |
| Sozialministerin (Affaires Sociales) | Gabrielle Beauin                                          |
| Minister für Landwirtschaft und natürliche Ressourcen (Agriculture et des Ressources Naturelles)                                                                             | Joanas Gué                                                |
| Ministerin für Handel und Industrie (Commerce et de l’Industrie) | Marie-Josée Garnier                                       |
| Frauenministerin (Condition Féminine) | Marie Laurence Jocelyne                                   |
| Minister für Kommunikation und Kultur (Communication et Culture) | Olsen Jean-Julien                                         |
| Minister für Wirtschaft und Finanzen (Économie et des Finances) | Daniel Dorsainville                                       |
| Minister für Nationale Bildung (Education Nationale) | Joël Desrosiers Jean-Pierre                               |
| Umweltminister (Environnement) | Jean-Marie Claude Germain                                 |
| Minister für im Ausland lebende Haitianer (Haitiens vivant à l’Étranger) | Charles Manigat                                           |
| Minister für Inneres und Territorialgemeinschaften (Intérieur et Collectivités Territoriales)                                                                                | Paul Antoine Bien-Aimé                                    |
| Minister für Jugend und Sport (Jeunesse et Sports) | Evans Lescouflair                                         |
| Minister für Justiz und Nationale Sicherheit (Justice et Sécurité Nationale)                                                                                                 | Michèle Pierre-Louis 10. November 2008: Jean Joseph Exumé |
| Minister für Planung und auswärtige Zusammenarbeit (Planification et Coopération Externe)                                                                                    | Max Bellerive                                             |
| Minister für öffentliche Gesundheit und Bevölkerung (Santé Publique et Population)                                                                                           | Alex Larsen                                               |
| Tourismusminister (Tourisme) | Patrick Delatour                                          |
| Minister für öffentliche Arbeit, Verkehr und Kommunikation (Travaux Publics, Transports et Communication)                                                                    | Gérald Jean-Baptiste                                      |
| Beigeordneter Minister beim Premierminister für die Beziehungen zum Parlament (Bureau du Ministre Délégué auprès du Premier Ministre chargé des Relations avec le Parlement) | Joseph Jasmin                                             |

### Staatssekretäre
| Amt                                                                                      | Amtsinhaber        |
| ---------------------------------------------------------------------------------------- | ------------------ |
| Viehzucht im Landwirtschaftsministerium (Agriculture: production animale)                | Michel Chancy      |
| Lebensmittelproduktion im Landwirtschaftsministerium (Agriculture : production végétale) | Jean-Claude Délicé |
| Alphabetisierung (Alphabétisation)                                                       | Carol Joseph       |
| Integration von Menschen mit Behinderungen (Intégration des Personnes Handicapées)       | Michel Péan        |
| Öffentliche Arbeiten (Travaux Publics)                                                   | Frantz Joseph      |